# Vassimont-et-Chapelaine
Vassimont-et-Chapelaine è un comune francese di 73 abitanti situato nel dipartimento della Marna nella regione del Grand Est.

## Società

### Evoluzione demografica
Abitanti censiti